# Glukoza-6-fosfat dehidrogenaza
Glukoza-6-fosfat dehidrogenaza (G6PD ili G6PDH) je citozolni enzim u putu pentoznog fosfata, metaboličkom putu koji snabdeva ćelije energijom proizvedenom redukcionim procesima (na primer u eritrocitima). Ovaj enzim održava nivo koenzima nikotinamid adenin dinulleotid fosfat (NADPH). NADPH održava nivo glutationa u tim ćelijama, što pomaže u protekciji crvenih krvnih zrnaca protiv oksidativnog oštećenja. Od većeg kvantitativnog značaja je produkcija NADPH za tkiva koja aktivno učestvuju u biosintezi masnih kiselina i/ili izoprenoida, kao što su jetra, mlečne žlezde, adipozno tkivo, i adrenalne žlezde.
Ljudi sa genetičkom deficijencijom G6PD-a imaju predispoziciju za neimunsku hemolitičku anemiju.

## Distribucija po vrstama
je široko rasprostranjen u mnogim vrstama od bakterija do ljudi. Kod viših biljki je nekoliko izofromi G6PDH-a nađeno. Oni su locirani u citosolu, plastidnim stromama, i peroksizomima.

## Klinički značaj
je izuzetan po svojoj genetičkoj raznovrsnosti. Mnoge varijante G6PD-a, uglavnom formirane putem missens mutacija, su opisane. One imaju širok opseg nivoa enzimske aktivnosti i vezane su za više kliničkih sumptoma. Dve transkriptne varijante koje kodiraju različite izoforme su nađene za ovaj gen.
Deficijencija glukoza-6-fosfat dehidrogenaze je veoma česta širom sveta, i uzrokuje hemolitičku anemiju u slučajevima običnih infekcija, ili reakcija na pojedine lekove: antibiotike, antipiretike, i antimalarijske agense.

## Literatura
- Vulliamy T, Beutler E, Luzzatto L (1993). „Variants of glucose-6-phosphate dehydrogenase are due to missense mutations spread throughout the coding region of the gene.”. Hum. Mutat. 2 (3): 159—67. PMID 8364584. doi:10.1002/humu.1380020302.
- Mason PJ (1996). „New insights into G6PD deficiency.”. Br. J. Haematol. 94 (4): 585—91. PMID 8826878.
- Wajcman H, Galactéros F (2004). „[Glucose 6-phosphate dehydrogenase deficiency: a protection against malaria and a risk for hemolytic accidents]”. C. R. Biol. 327 (8): 711—20. PMID 15506519.
- Nicholas C. Price; Lewis Stevens (1999). Fundamentals of Enzymology: The Cell and Molecular Biology of Catalytic Proteins (Third изд.). USA: Oxford University Press. ISBN 019850229X.
- Eric J. Toone (2006). Advances in Enzymology and Related Areas of Molecular Biology, Protein Evolution (Volume 75 изд.). Wiley-Interscience. ISBN 0471205036.
- Branden C; Tooze J. Introduction to Protein Structure. New York, NY: Garland Publishing. ISBN 0-8153-2305-0.
- Irwin H. Segel. Enzyme Kinetics: Behavior and Analysis of Rapid Equilibrium and Steady-State Enzyme Systems (Book 44 изд.). Wiley Classics Library. ISBN 0471303097.

## Spoljašnje veze
- deficijencija